# Preso in trappola
Preso in trappola (Undertow) è un film per la televisione statunitense del 1996 diretto da Eric Red. 

## Trama
Il giovane Jack Ketchum rimane coinvolto in un incidente d'auto e viene soccorso da una coppia, Willie e Lyle Yates che lo portano subito nella loro casa e subito dopo scoppia un violento temporale, ma Willie sospetta di qualcosa sull'uomo.